# Élections municipales chiliennes de 2016
Les élections municipales chiliennes de 2016 se sont déroulées le 23 octobre 2016.